# Ética na enfermagem
A ética na enfermagem é o ramo da ética que analisa as atividades da enfermagem. Esta divide vários princípios com a bioética, tais como beneficência, não-maleficência e respeito à autonomia. Pode ser distinguida pela sua ênfase em relacionamentos, manutenção da dignidade e cuidado colaborativo.

## Desenvolvimento do conceito
A natureza da enfermagem significa que o ramo da ética de enfermagem tende a examinar as éticas de cuidado ao invés da ética da cura, explorando o relacionamento entre o enfermeiro e o paciente. Tentativas iniciais para definir ética na enfermagem concentraram-se primariamente na ética da virtude que faria um enfermeiro bom, ao invés de analisar quais as condutas necessárias para respeitar os direitos humanos da pessoa no cuidado do enfermeiro. Porém, na era moderna, a ética da enfermagem tem analisado mais as obrigações dos enfermeiros para respeitar estes direitos, isto sendo refletido em códigos de ética profissionais de enfermagem. Por exemplo, a importância de respeitar os direitos humanos na enfermagem está escrito explicitamente no Conselho Internacional de Enfermeiros.

## Natureza distintiva
Embora muito da ética de enfermagem apareça similar à ética médica, existem fatores que diferenciam a primeira da segunda. O foco da ética da enfermagem é o desenvolvimento de uma relação enfermeiro-paciente, isto produzindo algumas diferenças. Por exemplo, um princípio bem estabelecido da ética médica tradicional é beneficência. Enquanto que a ética médica tradicional permitiria que este conceito fosse expressado via paternalismo, o último não é compatível com a ética da enfermagem. Isto porque a teoria da enfermagem busca uma relação colaborativa do enfermeiro com o paciente. Tópicos que dão ênfase ao respeito para autonomia e a manutenção da dignidade do paciente através da advocacia da possibilidade de escolhas por parte do paciente é comum na ética da enfermagem. Isto é em contraste com a prática paternalística onde o profissional da saúde toma decisões baseado no que ele ou ela acredita ser a melhor decisão para o paciente.
A distinção pode ser examinada em um ângulo diferente. Apesar do aumento da ênfase em tópicos deontológicos por alguns, interesse na ética da virtua ainda existe, bem como suporte por uma ética de cuidado. Isto é considerado pelos proponentes da ética da enfermagem como colocando maior ênfase em relações do que princípios, e portanto, refletindo o relacionamento enfermeiro-paciente na enfermagem mais precisamente do que outras visões éticas.

## Tópicos na ética na enfermagem
Enfermeiros buscam defender a dignidade dos pacientes. Em termos da teoria ética, isto pode ser interpretado como respeito por autonomia. O papel dos enfermeiros é o de permitir que pacientes possam tomar decisões sobre seu próprio tratamento. Entre outros temas, esta advocacia permite que o paciente tome decisões consentidas que o enfermeiro, bem como outros profissionais da área da saúde. Embora muito do debate esteja na discussão de casos onde pacientes não podem realizar decisões sobre seu próprio tratamento devido à incapacitação, por exemplo, por causa de uma doença mental. Um jeito de manter autonomia em casos de incapacitação é o uso de uma declaração antecipada de vontade, e portanto, evitando paternalismo.
Outro tópico é confidencialidade, que é um princípio importante em vários códigos de enfermagem. Confidencialidade trata de informações do paciente que devem ser apenas utilizadas para fins do tratamento do paciente, e entre os profissionais da saúde envolvidos no cuidado do paciente. Uma importante exceção é quando a informação deve ser divulgada para terceiros, devido à lei (abuso de menores) ou preservar vida.
Honestidade é um tópico que trata sobre contar a verdade em interações com o paciente. Existe uma balança entre o fornecimento de informação para o paciente para que estes tomem decisões bem informadas,  e evitar estresse por causa da verdade. Geralmente, a balança é em favor da verdade, devido ao respeito da autonomia, embora pacientes por vezes podem pedir para não serem contados a verdade, ou podem não ter a capacidade de compreender as implicações.
Enfermeiros podem atuar de forma a manter a dignidade do paciente através da observação dos princípios acima, embora estes tópicos sejam frequentemente desafiados por outros fatores, tais como regras institucionais ou ambientais.

## Código de Ética dos Profissionais de Enfermagem - CEPE
No Brasil, o Conselho Federal de Enfermagem (COFEN) estabeleceu através da Resolução Nº 564/2017 o Código de Ética os Profissionais de Enfermagem (CEPE), pelo qual dita e regulamenta as normas que gerem o funcionamento da profissão. 